# Mourvèdre

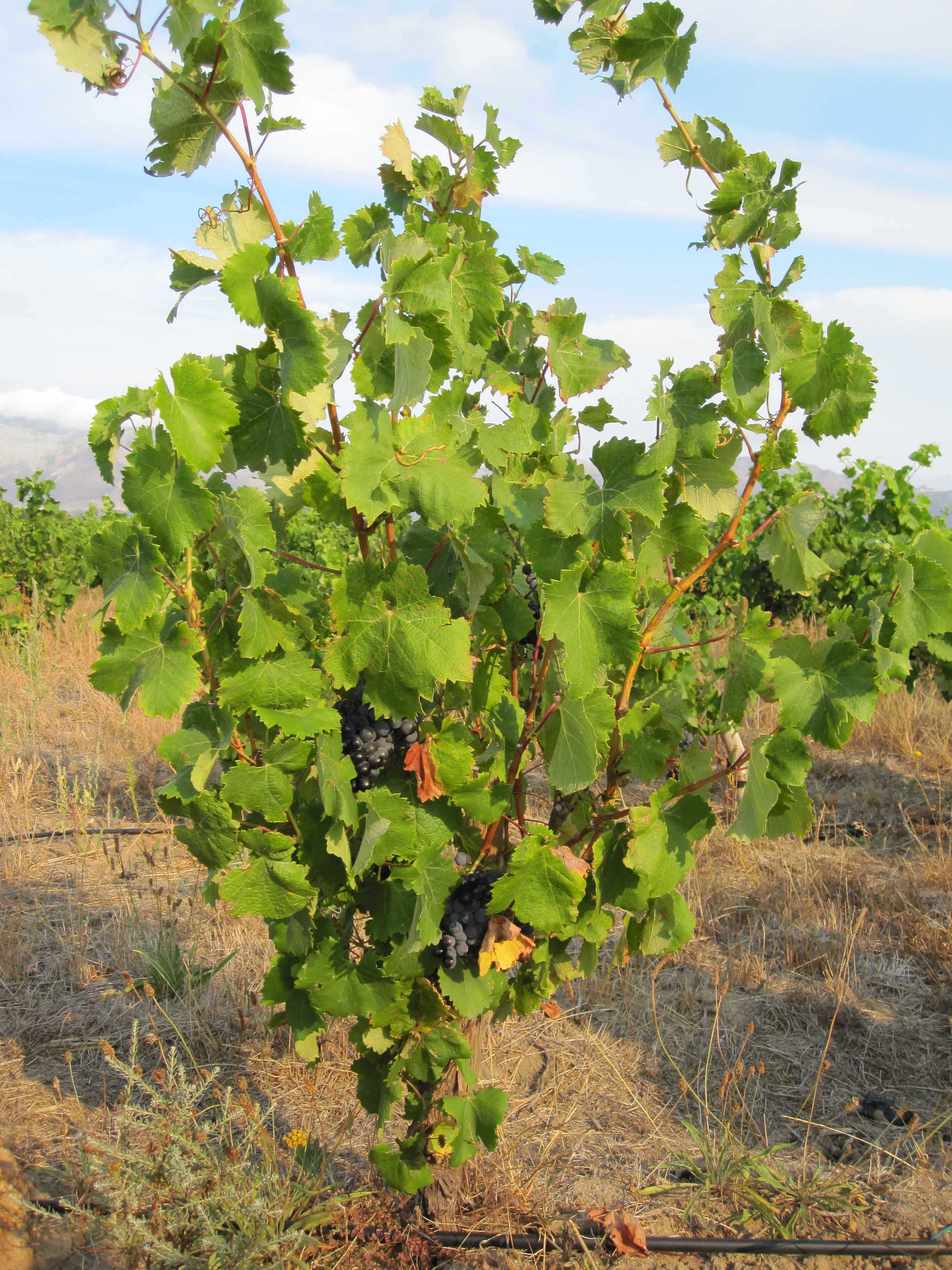
Mourvèdre ültetvény Dél-Afrikában

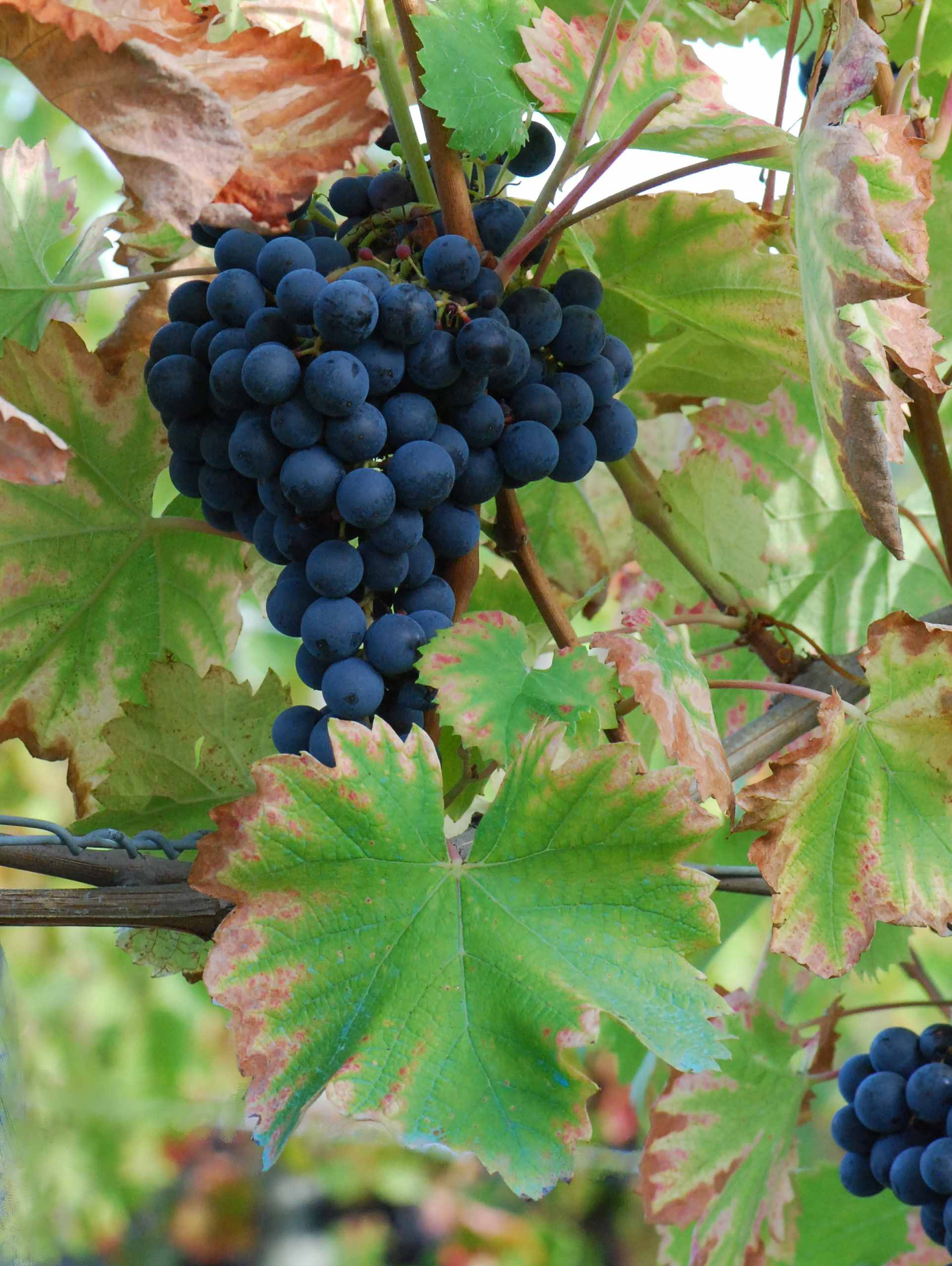
Mourvèdre fürt

A mourvèdre egy vörösbort adó szőlőfajta. Francia nevén ismerik szerte a világban annak ellenére, hogy Spanyolországból származik, ahová (valószínűleg a föníciaiak) telepítették be i.e. 500 körül). Spanyol neve monastrell. A franciaországi Rousillonban a 16. századtól tudunk róla; onnan terjedt tovább keletnek Provence-ba (ahol főleg a Bandol borvidéken jelentős) és a Rhône vidékére. A filoxéra majdnem végleg letörölte a francia térképről, ugyanis az akkor behozott amerikai alanyokra rosszul oltható, így a visszatelepített szőlőkben során más fajtákkal helyettesítették. A megfelelő alanyokat csak a 2. világháború után találták meg, termőterülete Franciaországban azóta bővül.

## Elterjedése
A Ibériai-félszigeten főleg Spanyolország kelet-délkeleti részén, a központi fennsíki borrégióban és mediterrán partvidéki borrégióban termesztik, kiemelkedően ez utóbbi Yecla és Jumilla borvidékein. Ezeken a vidékeken mindig kulcsfontosságú fajta volt.
Dél-Franciaországban akkor jött divatba, amikor a Languedoc-Roussillon borvidéken (több társával) „javító fajtának” javasolták. Európában legészakibb termőhelye a Chateauneuf-du-Pape borvidék, ahol a grenache és a syrah után ez a harmadik legelterjedtebb fajta, bár mindössze az ültetvények öt százalékán.
Kaliforniában és Ausztráliában sokáig mataru néven ismerték, de mióta a Rhône-vidéki szőlőfajták divatba jöttek, elkezdték eredeti nevén, mourvèdre-ként forgalmazni. Az utóbbi évtizedekben Dél-Afrikában is sikerrel telepítik.
Legnagyobb termelője továbbra is Spanyolország — dacára annak, hogy termőterülete ott évtizedek óta csökken (1996: több mint 100 000 ha, 2004: 63 000 ha).

## Jellemzése
Melegigényes; a mediterrán és még melegebb éghajlaton érzi jól magát. Későn virágzik és későn érik. A nagy meleget és a szelet is jól viseli, de az aszály árthat neki. Bogyója vastag héjú.

## Felhasználása
Megfelelő minőségű bort csak meleg éghajlaton ad; ilyenkor mustjában sok a cukor. Ha a tenyészidőszakban a hőösszeg és a napsütéses órák száma a szükségesnél kevesebb, barátságtalan, nyers borokat produkál.
Az enyhén fűszeres, szinte illatos, gyümölcsös bor struktúráját a tanninok határozzák meg. Sok savat és alkoholt tartalmaz, többnyire „bőrös, vadhúsosnak”, esetenként „földesnek” nevezett ízzel.
Spanyolország délkeleti részén fajtabornak is palackozzák, máshol inkább házasításokba kerül.